# 網代島
網代島（あじろじま）は、大分県津久見市大字網代字福良の津久見湾内、四浦半島沖にある無人島である。

## 地理
面積200m2、周囲約400-500mの小島で、約70m離れた対岸の四浦半島と干潮時に砂州で繋がる陸繋島である。
頂上には弁天を祀る祠があり、砂州の近くに鳥居が建てられている。島にはウバメガシやシイが繁茂する雑木林が形成されている。

## 地質
網代島は、海洋プランクトンが海底に堆積して形成されたチャートから成る。このチャートは太平洋の中央部で形成されたもので、その後、海洋プレートの動きに伴い現在地まで移動したものと考えられている。網代島のように、太平洋中央部で形成されたチャートが、樹木や表土に覆われず露出している地層は希少であるとされる。
2011年5月4日、鹿児島大学と東北大学等の研究グループが、2007年からの調査で網代島の地層から2億4千万年前の宇宙塵を回収したことが、米国の科学雑誌『ジオロジー』電子版で発表された。宇宙塵はチャートの堆積の過程で地層に含まれたものと考えられている。この宇宙塵は、それ以前にオーストラリアで発見された1億8千年前の宇宙塵を上回り、最も古い宇宙塵とされる。
また、2013年9月日には、熊本大学、九州大学、海洋研究開発機構の研究グループが、網代島と同じ地層がつながる津久見市江ノ浦のチャートに含まれるオスミウムの濃度を分析した結果、約2億1500万年前に地球に衝突した隕石の痕跡が発見され、この隕石の規模は最大で直径約8km、重さ約5千億tに及ぶと推定されるとの研究結果が、イギリスのネイチャー系オンライン科学誌『ネイチャー コミュニケーションズ』で発表された。これは、大きさが推定された隕石の中では、恐竜絶滅（K-Pg境界）の原因になったとされるメキシコ・ユカタン半島のチクシュルーブ・クレーターの隕石に次ぐ規模である。この隕石の衝突点は、カナダ・ケベック州のマニクアガン・クレーターの可能性があるとされる。